# Halgera, Yadgir
Halgera là một làng thuộc tehsil Yadgir, huyện Gulbarga, bang Karnataka, Ấn Độ.